# Sornram Teppitak
Sornram Teppitak (en tailandés: ศร ราม เทพ พิทักษ์, también deletreado como "Sornram Theppitak", apodo o Num Noom, nacido el 22 de agosto de 1973, en Bangkok), es un actor y cantante tailandés. Se ha presentado en varias lakorns notables, entre ellos: Dao pra sook con Suvanant Kongyingcon, en la que interpretó el personaje de Phak. Comenzó a actuar a una edad en su adolescencia. Sus películas incluyen Garuda (Paksu wayuu) y el primer vuelo. Es uno de los actores más pagados en su país de origen. Khun Poh-Frote Jang (Daddy para el alquiler) y Duang Jai Patiharn (Milagro del corazón) son algunas de sus lakorns notables.

## Filmography

### Film
- Daderon Lomrang Kwarm Rukgum Lung Ja Ma (1993)
- Chan Rue Tur Tee Pluer Jai (1993)
- Hello Kor Rob Kuan Noi Na (1993)
- Huajai Krai Roo (1994)
- Numtaohoo & Kru rabearb (1994)
- Dreamers (1997)
- Friendship Breakdown (1999)
- Rak Mai Tung Roy (2000)
- Garuda (2004)
- Dumber Heroes (2005)
- First Flight (2008)
- The White Monkey Warrior (2008)
- Loranthaceae (2012)

### Television series
- See Yaak Nee Ayu Noy (1992)
- Aroon Sawad (1992)
- Payong (1993)
- Narm Sai Jai Jing (1994)
- Mamia (1994)
- Dao Pra Sook (1994)
- Kaw Morn Bai Nun Tee Tur Fun Yam Nun (1995)
- Sai Lohit (1995)
- Dung Duang Haruetai (1996)
- Tee Yai (1999)
- Yord Ya Yee (1999)
- Ban Sai Thong (2000)
- Ruk Pragasit (2000)
- Sing Tueng (2001)
- Poo Kong Yod Ruk (2002)
- Hark Liem Prakarn (2003)
- Jone Plone Jai (2003)
- Koo Gum (2004)
- Wan Jai Thailand (2004)
- Khun Por Rub Jang (2004)
- Tae Pang Korn (2005)
- Ruk Kong Nai Dok Mai (2005)
- Hima Tai Prajun (2006)
- Duang Jai Patiharn (2006)
- Fah Mee Tawan Hua Jai Chun Me Ter (2007)
- Mae Ying (2009)
- Sira Patchara Duang Jai Nak Rope (2010)
- Ngao Pray (2011)
- Meu Prab Por Look Orn (2012)
- Maya Tawan (2013)
- Peak Marn (2013)
- Look Tard (2014)
- Ban Lang Mek (2015)
- Prissana (2015)
- Rattanawadee (2015)
- Club Friday The Series Season 7: The Fault of Love (2016)
- Club Friday 7 (2016)
- Patiharn (2016)
- Saluk Jit (2016)
- Kwan Jai Thailand (2017)
- Nam Sor Sai (2017)
- Club Friday 9 (2017)
- Ha Unlimited (Public) (2017)
- Sri Ayodhaya (2017)
- Samee See Thong (2019)
- Prai Sungkeet (2020)
- Bangkert Klao (2020)
- Plerng Phariya (2020)
- Plerng Kinnaree (2022)

### Special
- Bury Burum (1992)
- Mrs. Slavery (1993)
- May Miya (1994)
- Thong Lang Phra (2000)
- Maha Sanuk Shop (Sitcom) (2003)
- Battle of the Bones into the Lotus (Drama to honor) (2005)
- Is the bond of love (Drama to honor) (2007)
- Love Our House (drama to honor) (2008)
- 12 brave heroes of Siam: Brahma the Great (Drama to honor) (2009)
- Closed behind the scenes at the highest dreams. (Drama to honor) (2009)
- The Three Sisters of Chaos (2011)

### Ads
- Brand Rollon
- Agfa
- Tamjai
- Hotta